# Edmond Bernard
Pour les articles homonymes, voir Bernard.
Edmond Bernard est un acteur français, né le 24 mai 1921 à Marseille et mort le 2 janvier 1994 dans la même ville.
Spécialisé dans le doublage, il a prêté sa voix notamment à Lee Van Cleef, Charles Bronson ou encore Klaus Kinski.

## Filmographie

### Cinéma
- 1973 : Chacal de Fred Zinnemann : L'assistant du Colonel Rolland
- 1977 : Julia de Fred Zinnemann : l'homme à la station de Berlin
- 1979 : I... comme Icare d'Henri Verneuil : le présentateur TV
- 1982 : Mille milliards de dollars d'Henri Verneuil : Ralph von Lübeck

### Télévision
- 1974 : L'Implantation : Manuel
- 1975 : Le Secret des dieux : Capitaine Schulter
- 1975 : Marie-Antoinette
- 1980 : Commissaire Moulin : épisode Le diable a aussi des ailes
- 1983 : Julien Fontanes, magistrat : Samaran épisode Week-end au paradis

## Doublage
Les dates inscrites en italique correspondent aux sorties initiales des films dont Edmond Bernard a assuré le redoublage.

### Cinéma

#### Films
- Charles Bronson dans :
  - De la part des copains (1970) : Joe Moran alias Joe Martin
  - Soleil rouge (1971) : Link Stuart
  - Cosa Nostra (1972) : Joe Valachi
  - Un justicier dans la ville 2 (1982) : Paul Kersey
  - Le Justicier de New York (1985) : Paul Kersey
  - La Loi de Murphy (1986) : Jack Murphy
  - Protection rapprochée (1987) : Jay Killion
  - Le justicier braque les dealers (1987) : Paul Kersey
  - Le Messager de la mort (1988) : Garreth Smith
  - Kinjite, sujets tabous (1989) : le lieutenant Crowe
  - The Indian Runner (1991) : M. Roberts

- Klaus Kinski dans :
  - On m'appelle King (1971) : Bryan Foster
  - Aguirre, la colère de Dieu (1972) : Don Lope de Aguirre
  - Venin (1982) : Jacques Müller
  - Fitzcarraldo (1982) : Brian Sweeney Fitzgerald dit « Fitzcarraldo »
  - Tueur du futur (1987) : Dr Joseph Cole

- Lee Van Cleef dans :
  - Le Grand Duel (1972) : Shérif Clayton
  - L'Homme aux nerfs d'acier (1973) : Frank Diomede
  - La Brute, le Colt et le Karaté (1974) : Dakota
  - New York 1997 (1981) : le chef de la police Bob Hauk

- James Coburn dans :
  - De l'or au bout de la piste (1979) : Jack Dryden
  - Hudson Hawk, gentleman et cambrioleur (1990) : George Kaplan
  - Young Guns 2 (1990) : John Simson Chisum

- Horst Frank dans :
  - Les Pirates du Mississippi (1963) : Kelly
  - Mon nom est Trinita (1974) : Clydeson

- Luigi Pistilli dans :
  - Un tueur nommé Luke (1969)[2] : le lieutenant Hernandez
  - Les Intouchables (1969) : Duke Mazzanga

- Nigel Davenport dans :
  - L'Île du docteur Moreau (1977) : Montgomery
  - L'Ultime Attaque (1979) : Colonel Hamilton-Brown

- Albert Salmi dans :
  - L'Empire des fourmis géantes (1977) : Shérif Art Kincade
  - Le Golf en folie (1980) : M. Noonan

- Christopher Lee dans :
  - Le Trésor de la montagne sacrée (1979) : Caliph Alquazar
  - Passeur d'hommes (1979) : Gitan

Mais aussi :
- 1943[3] : L'Ombre d'un doute : Fred Saunders (Wallace Ford)

- 1960 : Comanche Station[4] : Ben Lane (Claude Akins)
- 1962 : Le Couteau dans la plaie : le 1er motard de la Police (Jacques Harden)
- 1964 : Docteur Folamour : Lieutenant Lothar Zogg (James Earl Jones)
- 1964 : Duel à Rio Bravo : Zack Williams (Gérard Tichy)
- 1965 : Buffalo Bill, le héros du Far-West : Fred (Peter Lull)
- 1966 : Colorado : le hors-la-loi à la barbe grise (Barta Barri)
- 1967 : Mademoiselle de Maupin : rôles divers
- 1967 : Les Chiens verts du désert : Capitaine Fritz Schöller (Ken Clark)
- 1967 : Casse-tête chinois pour le judoka : Finn / colonel von Sturm (Heinz Drache)
- 1968 : Les colts brillent au soleil : Robbie (Claudio Scarchilli)
- 1968 : Django, prépare ton cercueil ! : un homme sauvé de la potence (Luciano Rossi)
- 1968 : La Bataille pour Anzio : le fantassin Harrison[Qui ?]
- 1968 : Le Sergent : le capitaine Loring (Frank Latimore)
- 1968 : Le Grand Silence : Charlie (Bruno Corazzari)
- 1969 : La Colline des bottes : McGavin père (Wayde Preston (en))
- 1969 : La Bataille d'El Alamein : Général Schwartz (Gérard Herter)

- 1970 : On l'appelle Trinita : Jonathan (Steffen Zacharias (de))
- 1970 : Les Inconnus de Malte : l'inspecteur Galleria (Jeremy Kemp)
- 1970 : Dans les replis de la chair : Michel Bordelin (Victor Barrera)
- 1971 : Quand siffle la dernière balle : Clay Lomax (Gregory Peck)
- 1971 : Au nom du peuple italien : le narrateur (Enrico Ameri)
- 1971 : Un colt pour trois salopards : Rufus Clemens (Strother Martin)
- 1971 : Black Killer : Miguel O'Hara (Ted Jones)
- 1971[5] : Tueur malgré lui : Jug May (Jack Elam)
- 1971 : La Rage du tigre : l'aubergiste (Wong Ching-ho) et le Chef Ho (Cheng Lui) (1er doublage)
- 1971 : Le Décaméron : l'intendant du couvent[Qui ?]
- 1972 : Joe Kidd : Manolo (Joaquin Martinez)
- 1972 : Maintenant, on l'appelle Plata : Matto (Cyril Cusack)
- 1972 : Amigo, mon colt a deux mots à te dire : Franciscus (Francisco Rabal)
- 1972 : La Dernière Maison sur la gauche : Dr John Collingwood (Gaylord St. James)
- 1972 : Société anonyme anti-crime : le commissaire Bertone (Enrico Maria Salerno)
- 1972 : La Horde des salopards : Sergent Spike (Georges Géret)
- 1973 : La Dernière Chance : Joe (Eli Wallach)
- 1973 : Le Boss : Nick Lanzetta (Henry Silva)
- 1973 : Les Décimales du futur : le major Wrongway Lindbergh (Sterling Hayden) et le Dr Baxter (Patrick Magee)
- 1974 : L'Énigme de Kaspar Hauser : Hilton (Volker Prechtel) et l'enseignant chez le Pr Daumer (Alfred Edel)
- 1974 : Tant qu'il y a de la guerre, il y a de l'espoir : le colonel Orlando[Qui ?] + voix secondaires
- 1975 : La Course à la mort de l'an 2000 : Coy « Cannonball » Buckman (David Carradine)
- 1975 : La Route de la violence : Floyd Anderson (Curgie Pratt)
- 1975 : Spécial Magnum : Tony Saitta (Stuart Whitman)
- 1976 : La Bataille de Midway : [Qui ?]
- 1976 : L'Ombre d'un tueur : Peppiniello (Luigi Bonos)
- 1976 : Le Tigre du ciel : le capitaine « Uncle » Sinclair (Christopher Plummer)
- 1976 : Trinita, connais pas : Le Renard (Eduardo Fajardo)
- 1976 : Soudain... les monstres : Jack Bensington (Ralph Meeker)
- 1976 : La Vengeance aux tripes : Buford Tyler (Jack Starrett)
- 1976 : Dynamite Girls : Jason Morgan (Tom Rosqui)
- 1977 : De la neige sur les tulipes : Chung Wei (Keye Luke)
- 1977 : L'Empire des fourmis géantes : Thomas Lawson (Jack Kosslyn)
- 1977 : Les Requins du désert : M. Brown (Geoffrey Coplestone)
- 1977 : La Théorie des dominos : Schnaible (Ted Gehring) et l'hôtelier à Miramar[Qui ?]
- 1977 : Holocauste 2000 : Dr Kerouac (Adolfo Celi)
- 1978 : Mélodie pour un tueur : Ben Angelilli (Michael V. Gazzo)
- 1978 : La Grande Bataille : un sergent américain (Luciano Catennaci)
- 1978 : Le Couloir de la mort : C.J. Arnold (Richard Crenna)
- 1978 : La Fureur du danger : Adam (Adam West)
- 1979 : De l'enfer à la victoire : Brett Rosson (George Peppard)
- 1979 : Cité en feu : M. Clark (Earl Pennington)
- 1979 : Maman a cent ans : Antonio (Norman Briski)
- 1979 : Brigade des anges : Burke (Peter Lawford)
- 1979 : Le Vainqueur : le commentateur TV du marathon (David Laurence)

- 1980 : Le miroir se brisa : le pasteur (Charles Lloyd Pack (en))
- 1980 : Tu fais pas le poids, shérif ! : le gouverneur (John Anderson) (1er doublage)
- 1980[6] : Nuit de meurtre : Wendell Atwell (Mike Connors)
- 1980 : Le Golf en folie : Sandy McFiddish (Thomas A. Carlin)
- 1980 : Les 13 Marches de l'angoisse : M. Farley (Dick Weisbacher)
- 1981 : Wolfen : le vieil indien (Dehl Berti (en))
- 1981 : Téhéran 43 : Scherer (Albert Filozov)
- 1982 : Où est passée mon idole ? : Leo Silver (Adolph Green)
- 1983 : La Quatrième Dimension : Ray (Charles Hallahan)
- 1984 : Terminator : l'armurier (Dick Miller)
- 1985 : Tutti Frutti : Frère Abruzzi (Wallace Shawn) et le grand-père (Richard Hamilton)
- 1985 : Labyrinthe : un vieux gobelin (1er doublage)
- 1986 : L'Affaire Chelsea Deardon : Bower (Steven Hill)
- 1986 : Une nuit de réflexion : le sénateur (Tony Curtis)
- 1987 : RoboCop : Salvatore (Lee DeBroux (en))
- 1988 : Fantômes en fête : Lew Hayward (John Forsythe)
- 1988 : Bagdad Café : M. Muenchgstettner (Hans Stadlbauer)
- 1989 : Calendrier meurtrier : Eamon Flynn (Rod Steiger)

- 1990 : Le Parrain 3 : Cardinal Lamberto (Raf Vallone)
- 1990 : Y a-t-il un exorciste pour sauver le monde ? : le bodybuilder (Aaron Baker)
- 1990 : The Two Jakes : Earl Rawley (Richard Farnsworth)
- 1990 : Le Mystère von Bülow : le juge (Frederick Neumann)
- 1990 : Le Bûcher des vanités : L'Inspecteur Martin (Barton Heyman)
- 1991 : Ombres et Brouillard : le magicien (Kenneth Mars)
- 1991 : La P'tite Arnaqueuse : Frank Arnold (John Ashton)
- 1991 : Le Festin nu : O'Brien (Sean McCann)
- 1991 : Chérie, j'ai agrandi le bébé : Clifford Sterling (Lloyd Bridges)
- 1992 : Obsession fatale : Juge Darabond (Chuck Bennett)
- 1992 : 1492 : Christophe Colomb : Padre Antonio de Marchena (Fernando Rey)

#### Films d'animation
- 1972 : Tintin et le Lac aux requins : voix additionnelles
- 1984 : Astérix et la Surprise de César : voix additionnelles

### Télévision

#### Téléfilms
- 1972 : Un pigeon mort dans Beethovenstrasse : Sandy (Glenn Corbett)
- 1978 : Du Feu dans le ciel : Jason Voight (Richard Crenna)
- 1991 : Le Messager de l'espoir : Francis Church (Charles Bronson)

#### Séries télévisées
- 1975-1976 : Matt Helm : Sergent Hanrahan (Gene Evans)
- 1979-1984 : Pour l'amour du risque : Max (Lionel Stander)
- 1984 : Les Derniers Jours de Pompéi : Marcus (Ernest Borgnine)
- 1985 : Les Douze Salopards 2 : Commandant John Reisman (Lee Marvin)
- 1985 : Prête-moi ta vie : Jim Nolan (Sam Wanamaker)
- 1986 : Monte Carlo : Herr Major Pabst (Peter Vaughan)